# Shauna Rolston
Shauna Rolston (Edmonton, 31 gennaio 1967) è una violoncellista canadese.

## Biografia
Bambina prodigio, i suoi genitori erano Isobel Moore e Thomas Rolston. All'età di 14 anni frequentò il conservatorio di Ginevra, Svizzera, dove studiò con Pierre Fournier, e poi al Britten-Pears School a Aldeburgh (Inghilterra) dove studiò con William Pleeth.
I compositori che hanno scritto per lei sono stati fra gli altri: Kelly Murphy -Marie, Heather Schmidt, Oskar Morawetz, Bruce Mather, Christos Hatzis, Chan Ka Nin, Krzysztof Penderecki, Gavin Bryers, Mark Anthony Turnage, Rolf Wallin, Augusta Read Thomas, Karen Tanaka e Gary Kulesha.

## Discografia
- The Romantic Cello, 1983
- Morawetz, Bruch, Fauré, Dvorak, Bliss, 1991
- Saint-Saëns: Chamber Works, 1994
- Cello Sonatas, 1995
- Elgar and Saint-Saëns: Cello Concertos, 1995
- Intimate Baroque, 1995
- Strauss, Debussy and Barber Sonatas, 1995
- Squeezplay, 1997
- Les Disques SRC Collection, 1999
- Shauna Rolston, Cello, 2001
- This Is the Colour of My Dreams, 2001
- Dreamscape, 2007